# 锯叶峨眉黄芩
锯叶峨眉黄芩（学名：Scutellaria omeiensis var. serratifolia）为唇形科黄芩属下的一个变种。

## 扩展阅读
- 維基物種上的相關：锯叶峨眉黄芩